# Glacê

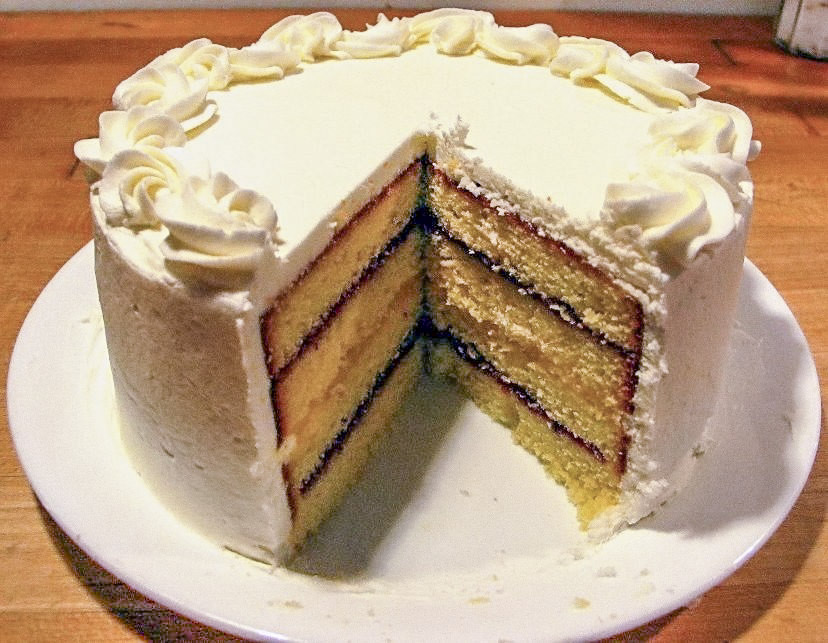
Bolo de camadas com glacê

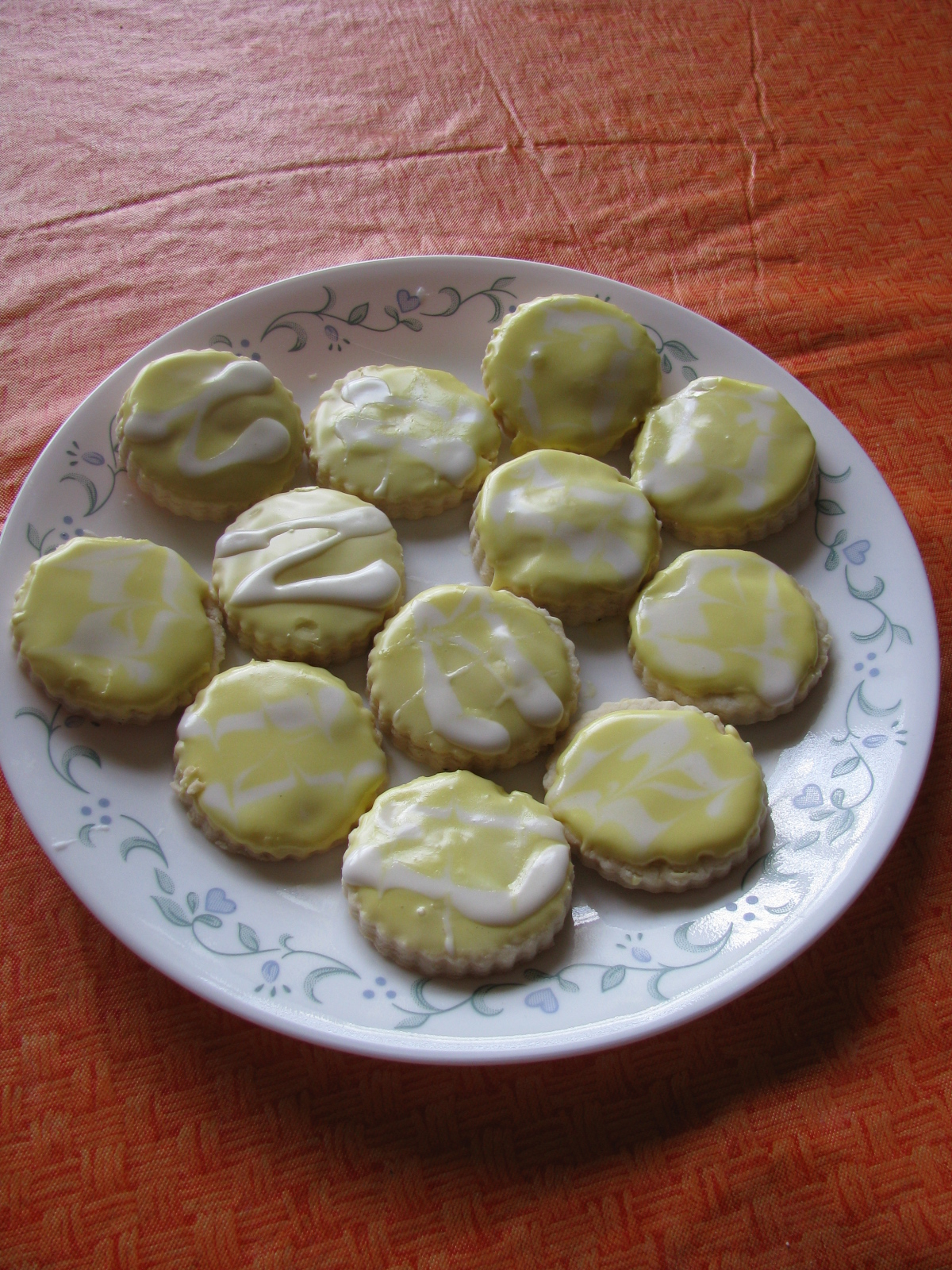
Biscoitos com glacê

Glacê é uma preparação de açúcar de confeiteiro, sumo de limão e clara de ovo utilizada para diversos usos na confeitaria, como cobertura e decoração de bolos e biscoitos.
O glacê mármore, mais conhecido como pasta americana ou fondant, tem esse nome em função da cor branca e textura lisa como o mármore, apresenta consistência mais sólida, sendo utilizada para cobrir o bolo e esconder quaisquer imperfeições. Já o glacê real, de textura mais suave, é utilizado para decoração, como o chantili e o marshmallow, mas apresenta textura de merengue ao secar.
No idioma alemão regional Riograndenser Hunsrückisch falado no Rio Grande do Sul por volta de um quarto da população do estado, a cobertura glacê se chama de Schnee (pronunciado: sch-nê), que também significa neve.

## Riscos para a saúde
Ainda que o glacê real tenha sido preparado tradicionalmente com claras de ovos frescos, muitos lhes substituem por merengue em pó para evitar o risco de salmonelose dos ovos crus. Alternativamente podem usar-se claras de ovo pasteurizadas e refrigeradas.